# Олдакі-Маґна-Брок
Олдакі-Маґна-Брок (пол. Ołdaki-Magna Brok) — село в Польщі, у гміні Чижев Високомазовецького повіту Підляського воєводства.
Населення — 102 особи (2011).
У 1975-1998 роках село належало до Ломжинського воєводства.

## Демографія
Демографічна структура станом на 31 березня 2011 року:
|          | Загалом | Допрацездатний вік | Працездатний вік | Постпрацездатний вік |
| -------- | ------- | ------------------ | ---------------- | -------------------- |
| Чоловіки | 49      | 11                 | 32               | 6                    |
| Жінки    | 53      | 15                 | 27               | 11                   |
| Разом    | 102     | 26                 | 59               | 17                   |